# Viitasaari (ö i Norra Savolax, Inre Savolax, lat 63,02, long 26,94)
Viitasaari är en ö i Finland. Den ligger i sjön Tallusjärvi och i kommunen Tervo i den ekonomiska regionen  Inre Savolax ekonomiska region  och landskapet Norra Savolax, i den centrala delen av landet, 300 km norr om huvudstaden Helsingfors. Öns area är 66,6 hektar och dess största längd är 1,7 kilometer i nord-sydlig riktning.